# Elaphoglossum beaurepairei
Elaphoglossum beaurepairei là một loài thực vật có mạch trong họ Lomariopsidaceae. Loài này được (Fée) Brade mô tả khoa học đầu tiên năm 1937.